# Société Nationale des Chemins de Fer Luxembourgeois
A Société Nationale des Chemins de Fer Luxembourgeois (Empresa Ferroviária Nacional do Luxemburgo, abreviada como CFL) é a companhia ferroviária nacional do Luxemburgo. Em 2013, transportou cerca de 25 milhões de passageiros e 804 milhões de toneladas de mercadorias. A empresa emprega 3,090 pessoas, tornando a CFL a sétima maior empregadora corporativa do país.
O sistema ferroviário de Luxemburgo compreende 275 quilômetros de rota, dos quais 140 km é de pista dupla e 135 km faixa única. Do comprimento total da via de 617 km, 576 km são eletrificados a 25 kV, 50 Hz.
Luxemburgo faz fronteira com Bélgica, França e Alemanha. Da mesma forma, existem serviços transfronteiriços para esses países. Algumas são totalmente administradas pela CFL, enquanto outras são administradas pela SNCF, NMBS/SNCB e DB. Os trens de passageiros CFL cobrem a maior parte da rede.
A CFL opera a maioria de seus trens de passageiros usando EMUs e locomotivas elétricas com estoque push-pull. A empresa também possui uma frota de locomotivas a diesel para movimentação de trens de carga e manobras em geral.
Luxemburgo é membro da União Internacional de Ferrovias (UIC). O código de país UIC para Luxemburgo é 82.

## História
O CFL é o resultado de uma nacionalização de empresas ferroviárias privadas em 1946.

## Operações e serviços CFL

### Rotas de trem de passageiros
- Linha 10 Luxemburgo – Troisvierges-Frontière – Liège (Bélgica), Kautenbach – Wiltz e Ettelbrück – Diekirch
- Linha 30 Luxemburgo – Wasserbillig-Frontière – Trier (Alemanha)
- Linha 50 Luxemburgo – Kleinbettingen-Frontière – Bruxelas (Bélgica)
- Linha 60 Luxemburgo – Esch-sur-Alzette – Rodange, Bettembourg – Volmerange-les-Mines (França), Noetzange – Rumelange e Esch-sur-Alzette – Audun-le-Tiche (França)
- Linha 70 Luxemburgo – Rodange – Athus (Bélgica), Rodange – Longwy (França)
- Linha 90 Luxemburgo – Thionville (França) – Metz (França) – Nancy (França)

Internamente utiliza um sistema diferente com mais subdivisões:
- Linha 1 Luxemburgo – Troisvierges-Frontière, 1a Ettelbruck – Diekirch, 1b Kautenbach – Wiltz
- Linha 2a Kleinbettingen – Steinfort, 2b Ettelbruck – Bissen
- Linha 3 Luxemburgo – Wasserbillig-Frontière via Sandweiler-Contern
- Linha 4 Luxemburgo – Berchem – Oetrange, 4a Luxemburgo - Alzingen
- Linha 5 Luxemburgo – Kleinbettingen-Frontière
- Linha 6 Luxemburgo – Bettembourg-Frontière, 6a Bettembourg – Esch/Alzette, 6b Bettembourg – Dudelange-Usines (Volmerange), 6c Noertzange – Rumelange, 6d Tétange – Langengrund, 6e Esch-sur-Alzette – Audun-le-Tiche, 6f Esch -sur-Alzette – Pétange, 6g Pétange – Rodange-Frontière (Aubange), 6h Pétange – Rodange-Frontière (Mont St. Martin), 6j Pétange – Rodange-Frontière (Athus), 6k Brucherberg – Scheuerbusch
- Linha 7 Luxemburgo – Pétange

### Ligações ferroviárias para países adjacentes
Todas as ferrovias vizinhas usam a mesma bitola, mas diferentes tipos de eletrificação, listados abaixo :
- Bélgica - 3 kV DC
- França - 25 kV CA
- Alemanha - 15 kV CA

### Número de passageiros
Número de passageiros transportados em trens CFL para cada ano fiscal (x 1000).
- 1938: 9,505
- 1950: 10,607
- 1960: 10,643
- 1970: 12,531
- 1980: 14,053
- 1990: 12,692
- 2000: 12,985
- 2006: 14,793
- 2007: 16,442
- 2008: 17,676
- 2009: 17,039
- 2010: 17,996
- 2011: 18,200
- 2012: 19,834
- 2013: 20,714
- 2014: 21,503
- 2015: 22,496
- 2016: 22,459
- 2017: 22,930
- 2018: 23,331
- 2019: 25,016

Quilómetros por passageiro em trens CFL para cada ano fiscal (x 1,000,000).
- 1938: 215
- 1950: 227
- 1960: 230
- 1970: 256
- 1980: 302
- 1990: 261
- 2000: 332
- 2006: 298
- 2007: 233
- 2008: 345
- 2009: 333
- 2010: 347
- 2011: 349
- 2012: 373
- 2013: 385
- 2014: 409
- 2015: 418
- 2016: 417
- 2017: 438
- 2018: 443
- 2019: 463

### Frota de trens

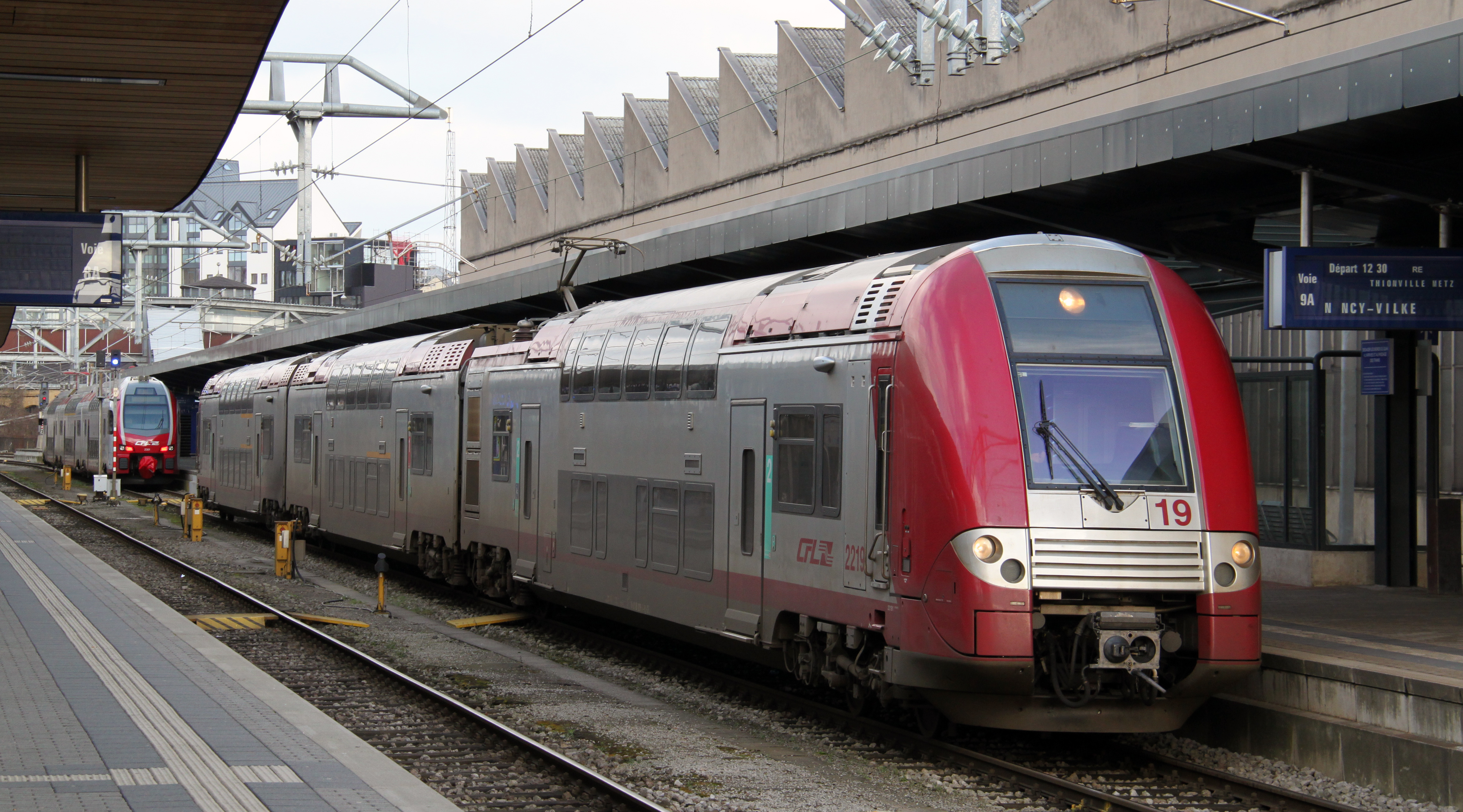
A maioria dos serviços CFL são operados com trens modernos de dois andares, como estes Classe 2200.

A CFL possui uma frota relativamente moderna de trens de passageiros, com a maioria de trens de dois andares. Quase todas as rotas são operadas com trens elétricos.
- Trens e material circulante

## Projetos
Em 2019, foi concluída a duplicação da via entre a estação ferroviária de Luxemburgo e Sandweiler-Contern a um custo de € 462 milhões, após uma abertura original planejada para 2013. Uma nova linha mais direta entre Luxemburgo e Bettembourg deve ser inaugurada em 2024.